# Cooloolidae
Cooloolidae är en familj i underordningen långhornsrätvingar som tillhör ordningen hopprätvingar.
Tills vidare känner man fyra arter som är endemiska i delstaten Queensland i Australien. Familjen har fått sitt namn efter området Cooloola som ligger i Great Sandy nationalpark. Man känner inte mycket om arter i familjen (2006) men många forskare tror att de livnär sig av andra ryggradslösa djur.